# آیین‌نامه رزمی ارتش ایالات متحده آمریکا
آیین‌نامه رزمی ارتش ایالات متحده (United States Army Field Manuals) که توسط هیئت مدیره انتشارات ارتش در ارتش آمریکا منتشر می‌شود جزوه و دفتری است حاوی اطلاعات دقیق و با جزئیات برای سربازانی که در عرصه‌های عملی خدمت می‌کنند.
این آیین‌نامه حاوی اطلاعاتی دربارهٔ آموزش و هدایت و طرح‌ریزی و اجرای عملیات نظامی و هم‌چنین ارائهٔ مطالبی دربارهٔ آموزه و راه‌کنش و روش‌ها و فنون نظامی است.
تا تاریخ ۲۷ ژوئیه ۲۰۰۷ حدوداً ۵۴۲ آیین‌نامه رزمی در ارتش ایالات متحده مورد استفاده بودند.